# Memel-vidék

Danzig Szabad Állam, Kelet-Poroszország, és a Memel-vidék 1923–1939

A Memel-vidék (németül: Memelgebiet, litvánul: Klaipėdos kraštas) Klaipėda város és környéke elnevezése, amelynek a két világháború között különleges nemzetközi jogi státusa volt.

## Státusza a két világháború között
Az első világháború végén a területet a függetlenné váló Litvánia igényelte, hogy legyen használható kikötője, és így tengeri kijárata. A terület ezt megelőzően Poroszországhoz tartozott, és a 2400 km² területen 150 ezer lakosa volt. Lakosai szinte valamennyien német nemzetiségűek voltak, így az antant nem csatolta Litvániához, Németország viszont a versailles-i békeszerződésben lemondott róla, ennélfogva a különleges státusról való döntésig az antant felügyelete alá került. A döntés elkészülte előtt, 1923-ban azonban Litvánia elfoglalta a területet, és ebbe a Nagykövetek Tanácsa is beletörődött, és azzal a feltétellel adták a várost Litvániának, hogy speciális autonómiát fog élvezni. Az 1924-es párizsi egyezményben fogadták el a speciális státus szabályait, melyek 1939-ig álltak fenn, amikor Hitler követelésére Litvánia visszaadta Németországnak. A második világháborút követően a területet a Litvániát megszálló Szovjetunióhoz csatolták, és a német lakosságot kitelepítették. 1945-től 1991-ig a Litván Szovjet Szocialista Köztársaság, azóta a független Litvánia része.

## Források

A Memel-vidék zászlaja 1919. és 1924. között (és de facto 1939-ig)

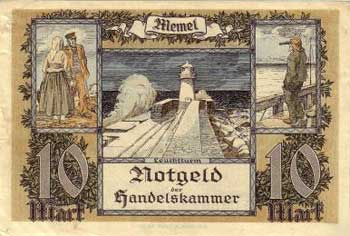
10 márkás 1922-ből